# Tamara Korpatschová
Tamara Korpatschová (* 12. května 1995 Hamburk) je německá profesionální tenistka. Ve své dosavadní kariéře na okruhu WTA Tour vyhrála jeden singlový turnaj. V rámci okruhu ITF získala jedenáct titulů ve dvouhře.
Na žebříčku WTA byla ve dvouhře nejvýše klasifikována v říjnu 2023 na 71. místě a ve čtyřhře v březnu 2022 na 291. místě. Trénuje ji otec Thomas Korpatsch.

## Tenisová kariéra

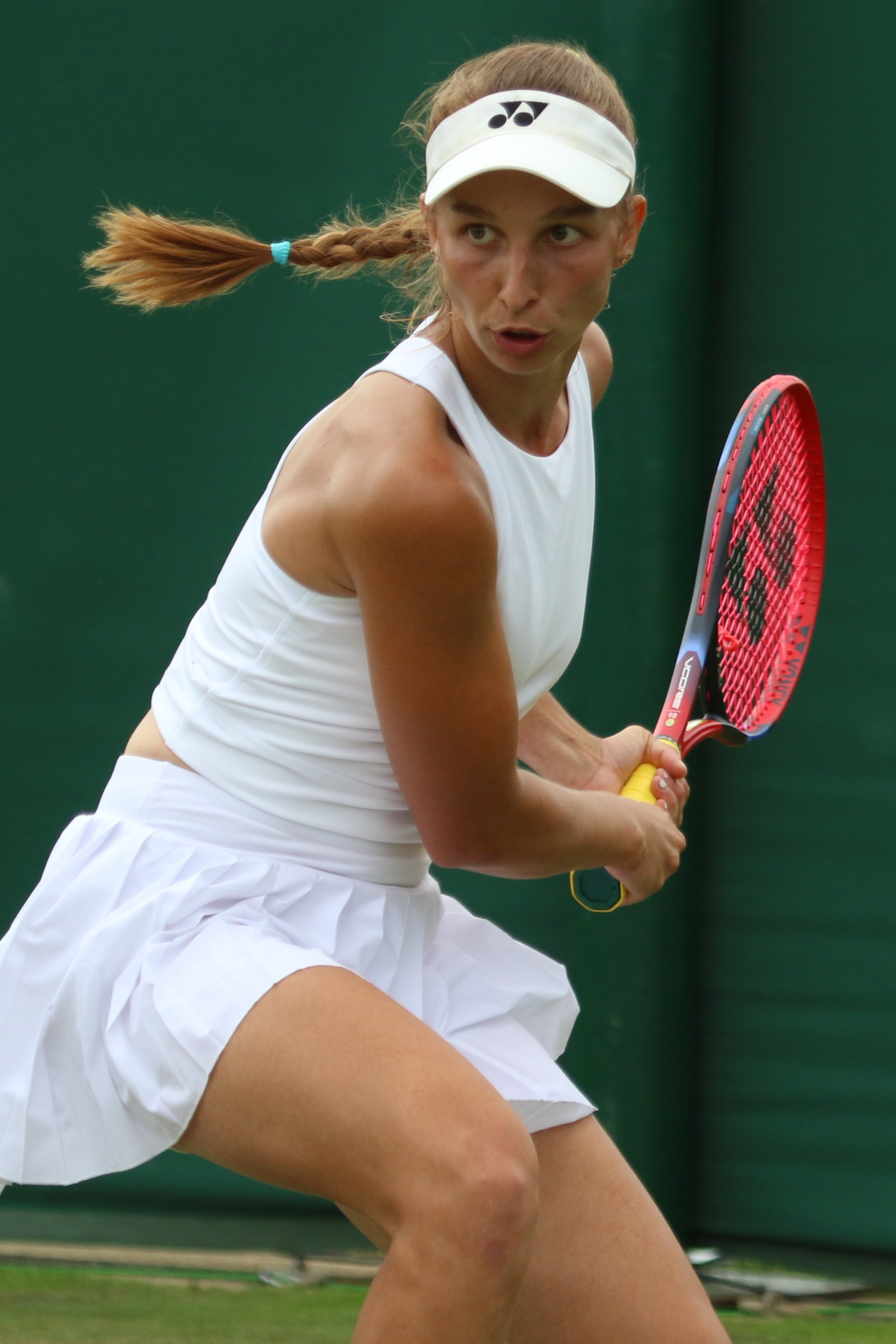
V kvalifikaci Wimbledonu 2023

V rámci hlavních soutěží událostí okruhu ITF debutovala v srpnu 2011, když na turnaji v německém Braunschweigu s dotací 10 tisíc dolarů postoupila z kvalifikace. Ve druhém kole dvouhry podlehla Dánce Karen Barbatové. Premiérový titul v této úrovni tenisu vybojovala v září 2015 na brněnské události s rozpočtem 10 tisíc dolarů. Ve finále přehrála Češku Vendulu Žovincovou.
Na okruhu WTA Tour debutovala ve čtyřhře Ladies Championship Gstaad 2016. Do červencové soutěže nastoupila s Ruskou Jekatěrinou Jašinovou. V úvodní fázi podlehli francouzské dvojici Stéphanie Foretzová a Amandine Hesseová. Dvouhru si poprvé zahrála na dubnovém Hungarian Ladies Open 2017, kde zvládla projít kvalifikačním sítem. V Budapešti také vyhrála premiérový zápas na túře, když na úvod singlové soutěže porazila Rusku Jevgeniji Rodinovou. Následně podlehla Francouzce Océane Dodinové.
Do čtvrtfinále poprvé postoupila na Ladies Championship Gstaad 2017 po výhře nad Řekyní Marií Sakkariovou, aby v něm skončila na raketě Sary Sorribesové Tormové. V prosinci 2017 se stala mistryní Německa ve dvouhře. Podruhé mezi posledních osm singlistek prošla na květnovém J&T Banka Prague Open 2019.
Debut v kvalifikaci nejvyšší grandslamové kategorie zaznamenala na US Open 2016, v níž ji v prvním kole vyřadila Češka Kristýna Plíšková. Hlavní soutěž si pak zahrála na US Open 2020 po pětiměsíčním přerušení sezóny kvůli pandemii koronaviru. V úvodním kole však prohrála s Američankou startující na divokou kartu CiCi Bellisovou, ačkoli úvodní set získala v tiebreaku poměrem míčů 15:13. První titul na okruhu WTA Tour získala na říjnovém Transylvania Open 2023 v Kluži, kde startovala jako 105. hráčka žebříčku. Do finále prošla přes krajanku Evu Lysovou a v něm zdolala Rumunku Elenu-Gabrielu Ruseovou, figurující na 188. místě. Bodový zisk ji posunul na nové kariérní maximum, 71. pozici světové klasifikace.

## Finále na okruhu WTA Tour
| Legenda                  |
| ------------------------ |
| D – dvouhra; Č – čtyřhra |
| Grand Slam (0)           |
| Turnaj mistryň (0)       |
| WTA 1000 (0)             |
| WTA 500 (0)              |
| WTA 250 (1–0 D; 0–1 Č)   |

### Dvouhra: 1 (1–0)
| Stav    | č. | datum          | turnaj         | povrch    | soupeřka ve finále     | výsledek |
| ------- | -- | -------------- | -------------- | --------- | ---------------------- | -------- |
| Vítězka | 1. | 22. října 2023 | Kluž, Rumunsko | tvrdý (h) | Elena-Gabriela Ruseová | 6–3, 6–4 |

### Čtyřhra: 1 (0–1)
| Stav       | č. | datum             | turnaj             | povrch | spoluhráčka      | soupeřky ve finále                     | výsledek |
| ---------- | -- | ----------------- | ------------------ | ------ | ---------------- | -------------------------------------- | -------- |
| Finalistka | 1. | 17. července 2021 | Budapešť, Maďarsko | antuka | Aliona Bolsovová | Mihaela Buzărnescuová Fanny Stollárová | 4–6, 4–6 |

## Finále série WTA 125
| Legenda                  |
| ------------------------ |
| D – dvouhra; Č – čtyřhra |
| WTA 125 (1–1 D)          |

### Dvouhra: 2 (1–1)
| Stav       | č. | datum      | turnaj              | povrch | soupeřka ve finále | výsledek                |
| ---------- | -- | ---------- | ------------------- | ------ | ------------------ | ----------------------- |
| Finalistka | 1. | srpen 2022 | Marbella, Španělsko | antuka | Majar Šarífová     | 6–7(1–7), 4–6           |
| Vítězka    | 1. | září 2022  | Budapešť, Maďarsko  | antuka | Viktorija Tomovová | 7–6(7–3), 6–7(4–7), 6–0 |

## Finále na okruhu ITF
| Dotace turnajů okruhu ITF | Dotace turnajů okruhu ITF |
| ------------------------- | ------------------------- |
| 100 000 $ tournaments     | 80 000 $ tournaments      |
| 75 000 $ tournaments      | 60 000 $ tournaments      |
| 50 000 $ tournaments      | 25 000 $ tournaments      |
| 15 000 $ tournaments      | 10 000 $ tournaments      |

### Dvouhra: 17 (11–6)
| Stav       | č.  | datum             | turnaj                 | povrch      | soupeřka ve finále      | výsledek                  |
| ---------- | --- | ----------------- | ---------------------- | ----------- | ----------------------- | ------------------------- |
| Finalistka | 1.  | 18. srpna 2013    | Ratingen, Německo      | antuka      | Julia Wachaczyková      | 3–6, 6–4, 4–6             |
| Finalistka | 2.  | 22. června 2014   | Alkmaar, Nizozemsko    | antuka      | Catherine Chantraineová | 6–3, 4–6, 4–6             |
| Finalistka | 3.  | 25. ledna 2015    | Kaarst, Germany        | koberec (h) | Kateřina Vaňková        | 6–2, 4–6, 4–6             |
| Vítězka    | 1.  | 27. září 2015     | Brno, Česko            | antuka      | Vendula Žovincová       | 4–6, 7–6(7–3), 7–6(7–3)   |
| Vítězka    | 2.  | 26. června 2016   | Lenzerheide, Švýcarsko | antuka      | Dalila Jakupovićová     | 4–6, 6–4, 6–2             |
| Vítězka    | 3.  | 24. července 2016 | Darmstadt, Německo     | antuka      | Fiona Ferrová           | 6–2, 6–2                  |
| Vítězka    | 4.  | 31. července 2016 | Horb, Německo          | antuka      | Tereza Smitková         | 6–2, 6–1                  |
| Vítězka    | 5.  | 7. srpna 2016     | Bad Saulgau, Německo   | antuka      | Jasmine Paoliniová      | 6–2, 6–3                  |
| Vítězka    | 6.  | 13. srpna 2017    | Hechingen, Německo     | antuka      | Deborah Chiesaová       | 2–6, 7–6(7–5), 6–2        |
| Vítězka    | 7.  | 16. září 2018     | Biarritz, Francie      | antuka      | Timea Bacsinszká        | 6–2, 7–5                  |
| Vítězka    | 8.  | 28. července 2019 | Praha, Česko           | antuka      | Denisa Allertová        | 7–5, 6–3                  |
| Vítězka    | 9.  | září 2019         | Bagnatica, Itálie      | antuka      | Martina Caregarová      | 6–1, 6–2                  |
| Finalistka | 4.  | září 2019         | Valencie, Španělsko    | antuka      | Varvara Gračovová       | 6–3, 2–6, 0–6             |
| Finalistka | 5.  | listopad 2019     | Nantes, Francie        | tvrdý (h)   | Cristina Bucșová        | 6–2, 6–7(11–13), 7–6(8–6) |
| Vítězka    | 10. | březen 2022       | Le Havre, Francie      | antuka (h)  | Anna Blinkovová         | 3–6, 6–2, 6–2             |
| Vítězka    | 11. | září 2022         | Montreux, Švýcarsko    | antuka      | Emma Navarrová          | 6–4, 6–1                  |
| Finalistka | 6.  | listopad 2022     | Madrid, Španělsko      | antuka      | Aliona Bolsovová        | 4–6, 2–6                  |